# Caraimatta sbordonii
Espèce
Synonymes
- Tetrablemma sbordonii Brignoli, 1972

Caraimatta sbordonii est une espèce d'araignées aranéomorphes de la famille des Tetrablemmidae.

## Distribution
Cette espèce se rencontre au Mexique et au Guatemala.

## Publication originale
- Brignoli, 1972 : Some cavernicolous spiders from Mexico (Araneae). Quaderno Accademia Nazionale dei Lincei, vol. 171, p. 129-155.